# Julie Betu
Julie Betu Nvite, née le 25 août 1995 à Kinshasa, est une joueuse congolaise de handball. 
Avec l'équipe nationale de la RD Congo, elle a notamment participé au Championnat du monde 2013 en Serbie.
En août 2013, elle remporte la 30e Coupe du Congo où elle termine meilleure buteuse avec 48 réalisations.
Dans la nuit du 2 au 3 juillet 2014, Julie Betu et deux autres internationales congolaises juniors, Mirinelle Kele et Laetitia Mumbala, ont disparu de leur hôtel à Đurđevac (Croatie) lors du Championnat du monde junior 2014. La police n’exclut pas la possibilité que les jeunes filles aient fui pour demander ensuite l'asile politique à la Croatie, membre de l’Union européenne depuis un an,. Fin août 2014, elles n'avaient toujours pas été retrouvées.